# 北朝鮮によるミサイル発射実験 (2009年)
2009年の北朝鮮によるミサイル発射実験（2009ねんのきたちょうせんによるミサイルはっしゃじっけん）とは、2009年4月5日11時30分ごろ（JST）に北朝鮮が人工衛星打ち上げ用ロケットの「銀河2号」を東方に向けて発射した、事実上の弾道ミサイルの発射実験。

## 概要

### 発射まで
2009年2月4日、北朝鮮が咸鏡北道花台郡舞水端里のミサイル発射施設で3段式のテポドン2号の改良型とみられる飛翔体の発射準備を進めている可能性が明らかになった。米・韓情報当局が長距離弾道ミサイルの部品と見られる円筒形の物体を積んだ貨物列車があるミサイル発射基地に移動しているのを米偵察衛星で確認。同16日には必要な機材の輸送が終了した。なお同時期には平安北道鉄山郡東倉里に新たに建設中のミサイル発射施設でのミサイル実験の可能性も指摘されていた。
日米韓政府などがこの実験に相次いで反対を表明するなか、当初北朝鮮は弾道ミサイルとも人工衛星打ち上げ用ロケットとも語らなかったが、2月24日に北朝鮮の朝鮮宇宙空間技術委員会報道官が、舞水端里にある「東海衛星発射場」から実験用通信衛星光明星2号を運搬ロケット銀河2号で発射するとの談話を発表した。
3月12日、北朝鮮は国際海事機関 (IMO) および国際民間航空機関 (ICAO) に対し、「通信衛星」の打ち上げを4月4日から8日の間に実施すると通告。ロケットが落下する可能性がある地点として、1段目は朝鮮半島と日本列島の間の日本海海域、2段目は太平洋を指定。海上保安庁海洋情報部宛メールにより日本政府にも直接通告を行った。
飛翔体が本土上空を通過する日本では領域内へ落下に備えミサイル防衛による迎撃が検討され、3月27日に浜田靖一防衛大臣から破壊措置命令が発出された。それに対し北朝鮮は「衛星迎撃なら軍事的報復をする」と表明した。
4月4日10:00JST、朝鮮中央通信は発射準備が完了したとし、「まもなく打ち上げる」と報道。各国に緊張が走ったが、同日の発射はなかった。

### 発射以後
4月5日11:30JST頃、発射され、11:37JST頃東北地方の上空数百kmを通過した。レーダーで追尾し日本の領域への被害がないと判断したため迎撃は行われなかった。
4月5日15:00JST、朝鮮中央通信は「「光明星2号」は運搬ロケット「銀河2号」により同日11:20JSTに打ち上げられ、その9分2秒後に軌道傾斜角40.6度、近地点高度490km、遠地点高度1426km、周期104分12秒の楕円軌道に正確に投入。衛星からは、不滅の革命頌歌「金日成将軍の歌」と「金正日将軍の歌」の旋律と、測定資料が470MHzで地球上に伝送されており、UHF帯での中継通信も行われている」と発表した。
その後も北朝鮮は「打ち上げは成功」と繰り返し主張したが、軌道上の物体を監視している北アメリカ航空宇宙防衛司令部 (NORAD) は同日夜、周回軌道上にそのような衛星はないと発表。アメリカは人工衛星の打ち上げとしては失敗したとみている。これを受けて韓国も人工衛星との見方を強めながらも打ち上げには失敗という認識を示した。一方でロシアも独自の追跡を行ない、人工衛星の打ち上げという認識を示したが、軌道上に衛星が無いことを確認している。日本は追尾を終了した時点で2段目の落下までは確認できず、得られたデータを解析中としていたが、当時から飛翔体は衛星軌道到達速度には達しなかったと見ていた。
4月10日、この発射について、日本政府はそれまでの「飛翔体の発射」という表現から「ミサイル発射」という表現に改め、北朝鮮の弾道ミサイル計画に関連するものであったと断定した。また防衛省の分析結果は5月15日に公表され、衛星軌道に必要な速度に達していなかったことや、あらかじめ設定された危険水域内に落下したことが示唆された。表記については#揺れた表記「飛翔体」「ミサイル」「人工衛星」「ロケット」も参照。

## 国際社会のその後の対応
4月13日午後（日本時間14日未明）、国連安全保障理事会は、北朝鮮のロケット発射（「ロケット」表記については後述）への非難と、発射が2006年の核実験後に採択された弾道ミサイルの開発中止を求めた国連安保理決議1718に違反すると明記した「議長声明」を全会一致で採択した。この「議長声明」では北朝鮮に「さらなる発射を行わない事」、「核兵器と弾道ミサイルの開発を完全に放棄すること」、「6か国協議への早期復帰」も要求した。また国連加盟国に対しては「決議1718に基づいた制裁の履行の徹底」を要請した。一方、日本を含む6か国協議に加わる他国に対しても、6か国協議で2005年9月19日に発表された、第4回六者会合に関する共同声明の実行（北朝鮮非核化と、それが実施された場合の他の5か国による北朝鮮へのエネルギー支援）を促した。
当初は日米が決議1718に引き続いてさらなる制裁決議案の採択を目指していたが、中国が安保理の対応としては最も弱い「報道声明」に留めるべきだと主張したため、結局日米が妥協して、安保理の対応としては「決議」と「報道声明」の中間の強度である「議長声明」が採択された。「議長声明」としては異例に強い内容とはいえ、2006年のミサイル発射実験の時よりも国連安保理の対応は消極的なものとなった。

## 開発支援
金泳三韓国元大統領は、「金大中元大統領が6億ドル（現在のレートで約603億600万円）もの天文学的な金を北朝鮮に提供し、また盧武鉉前大統領も、詳細は明らかになっていないものの、相当額の金を貢いで北朝鮮へ行ってきた。これらの金がミサイル発射という重大な事件を引き起こす原動力になった」と述べている。

## 揺れた表記「飛翔体」「ミサイル」「人工衛星」「ロケット」
- 4月5日、韓国民主労働党は「発射体が、北韓が当初から予告した通り、試験通信衛星であることが明らかになった以上、米・日をはじめ、韓半島の周辺国とわが政府の全ての軍事的措置は解除されなければならない」と声明を出しており、ミサイルではなく人工衛星打ち上げ用ロケットだったとしている[29]。
- 日本政府は、4月5日の発射直後は「飛翔体」と発表した[30]。これは、「ミサイル[31]」「ロケット[32]」両方の意味を含む用語である。4月7日提出、4月8日衆議院・参議院両院で起立多数で可決した「北朝鮮によるミサイル発射に抗議する決議」では「ミサイル」表記となり、4月10日以降は、政府として一貫して「ミサイル」表記を用い、日本国内のマスメディアもそれに倣った。
- 一方、国際連合及び第三国では、"Rocket"（ロケット）表記が主流であった。4月13日の国連安保理による非難声明でも、"the recent rocket launch（最近のロケット打ち上げ）" との表現を用いた[25]。日本政府の中曾根弘文外相は非難声明について、「ミサイル発射に関する国連安全保障理事会の議長声明」と表現した[27]が、声明の日本語仮訳では、敢えて "Rocket" の部分は訳出していない[33]。